# Акита (род)
Род Акита (яп. 秋田氏) — японский самурайский род.

## История
Род Акита происходил из Северного Хонсю, родоначальником клана считался Абэ но Садато (1019—1062). Первоначально клан Акита был известен как клан Андо (安東氏). В период Камакура род Акита правил районом Цугару в провинции Муцу, охранял северные японские владения и контролировал торговлю с айнами на Хоккайдо (Эдзо).
В период Сэнгоку клан Андо был изгнан кланом Намбу и переселился в соседнюю провинцию Дэва. Андо Тикасуэ (1539—1587) изменил имя клана на «Акита». Акита Санэсуэ (1576—1660) стал первым даймё из рода Акита в период Эдо. В 1602 году Токугава Иэясу перевел Акиту Санэсуэ в домен Сисидо-хан в провинции Хитати с доходом 50 000 коку. В 1630 года Акита Санэсуэ был отстранен бакуфу от власти в княжестве и отправлен в ссылку в провинцию Исэ.
В 1631 году Санэсуэ наследовал его сын, Акита Тосисуэ (1598—1649), 2-й даймё Сисидо-хана. В 1645 году Тосисуэ был переведен в Михару-хан в провинции Муцу (доход 50 000 коку). Потомки Тосисуэ управляли княжеством Михару до конца периода Эдо.
Последним даймё Михару-хана был Акита Акисуэ (1858—1907), правивший в 1865—1871 годах. В 1868 году Акита Акисуэ участвовал в создании Северного союза, направленного против императорского правительства Мэйдзи, но затем перешел на сторону императора и помогал императорским силам подчинять северные области Хонсю. После Реставрации Мэйдзи Акита, как и все другие даймё, был освобожден от должности, а его территории была создана префектура. В 1884 году бывший даймё Акита Акисуэ получил титул виконта (сисяку).